# 춘틴스키군

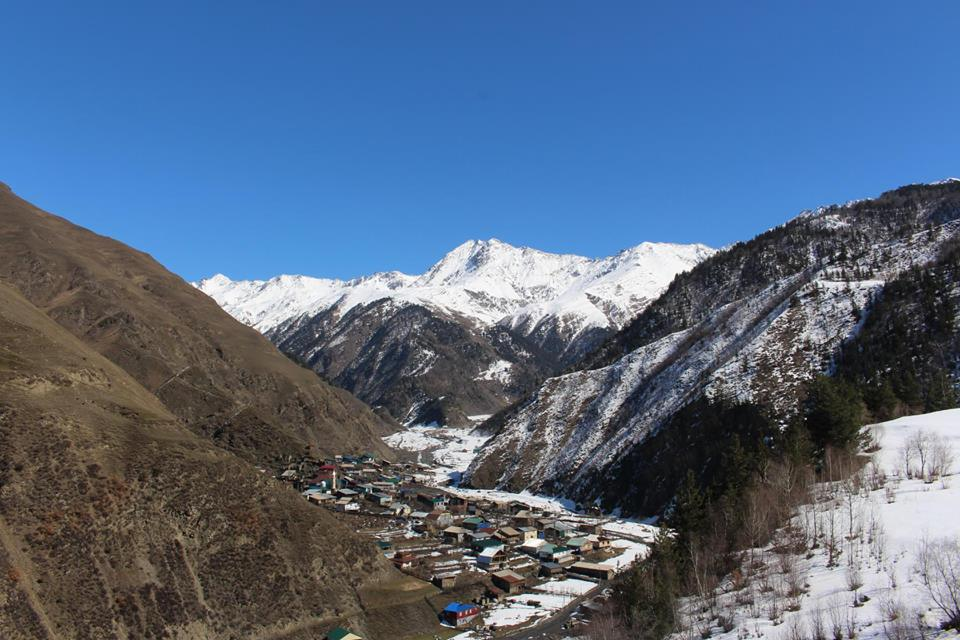

춘틴스키군(러시아어: Цунтинский район)은 마하치칼라에서 남서쪽으로 274km 떨어져 있는 군이다. 부이낙스크에서 남서쪽으로 233km 떨어져 있다. 인구는 3,200명이다. 체즈인(Tsez), 베즈타인(Bezhta), 군지프인(Hunzib), 히누흐인(Hinukh), 러시아인이 거주한다. 행정 중심지는 춘타(Цунта) 마을이다.